# Albert Roux
Pour les articles homonymes, voir Roux (patronyme).
Albert Henri Roux, né le 8 octobre 1935 à Semur-en-Brionnais (Saône-et-Loire) et mort le 4 janvier 2021 à Londres, est un chef de cuisine français installé au Royaume-Uni.  Il a ouvert avec son frère Michel Roux Sr le premier restaurant trois étoiles Michelin de Grande-Bretagne. Les deux frères sont les parrains de la gastronomie moderne du Royaume-Uni,. Leurs enfants respectifs Michel Roux Jr et Alain Roux continuent le renouvellement de la gastronomie au Royaume-Uni,. Il a été promu membre de l’Ordre de l’Empire britannique.

## Biographie

### Apprentissage
Dès l’âge de 14 ans après avoir pensé à la prêtrise, Albert Roux se forme à la cuisine. Son parrain, chef chez Wallis duchesse de Windsor, le fait rentrer à l'âge de 18 ans chez la vicomtesse Nancy Astor . L’apprenti y garde le souvenir mémorable d’œufs cocotte destinés au premier ministre du Royaume-Uni, Harold Macmillan, transformés en œufs brouillés dans le monte-charge.
Il continue son apprentissage à Cliveden puis à l'ambassade française de Londres avant de servir comme chef en titre chez Sir Charles Clore (en).
Son service militaire se déroule en Algérie où il cuisine de temps à autre pour le mess des officiers.

### Chef de cuisine et entrepreneur
À la fin de son service militaire, Albert Roux travaille comme sous-chef à l'ambassade britannique à Paris puis retourne au Royaume-Uni pour devenir chef privé du Major Peter Cazalet (en) pendant huit ans.
En 1967, les deux frères ouvrent leur premier restaurant, Le Gavroche à Lower Sloane Street Londres. Le Gavroche est le premier restaurant trois étoiles Michelin de Grande-Bretagne. La soirée d'ouverture est suivie par des célébrités comme Charlie Chaplin et Ava Gardner. Le Gavroche devient le restaurant favori de sa Majesté la Reine Mère Élisabeth.
En 1972, les frères Roux ouvrent un second restaurant, le The Waterside Inn, à Bray, dans le Berkshire, premier restaurant hors de France à conserver ses trois étoiles au guide Michelin pendant 28 ans,.
Albert Roux obtient sa première étoile Michelin en 1974 avec son frère pour Le Gavroche et le Waterside Inn. Trois ans plus tard, Michelin décerne les premières deux étoiles au Royaume-Uni : les deux restaurants Roux en font partie. Le Gavroche est transféré en 1982 dans Mayfair, et dans la même année, devient le premier restaurant du Royaume-Uni à obtenir trois étoiles au guide Michelin.
En 1986, les frères se partagent leur entreprise de restauration : Albert prend Le Gavroche tandis que Michel prend le Waterside Inn.

### Passion
Albert Roux est un pêcheur passionné et voyage à travers le monde à la poursuite de son passe-temps. Il est particulièrement friand de l'Écosse : «Pour moi, les Highlands et les îles d'Écosse sont le paradis. Je peux y passer des journées entières sans rien attraper, mais je continue à apprécier chaque seconde. Je suis un amoureux de la nature et de la pêche, ce qui me permet d'accéder à certains des endroits isolés parmi les plus beaux du monde.

## Enseignement culinaire
Les frères Roux ont formé de très nombreux chefs dans leurs restaurants, dans leur école The Roux Brothers Scholarship et via les médias ouvrages journaux TV.

### Formation dans les restaurantsLe GavrocheetWaterside Inn
Plus de 700 jeunes chefs de valeur et la moitié des chefs étoilés Michelin du Royaume-Uni, parmi eux Gordon Ramsay, Marco Pierre White, Pierre Koffman et Marcus Wareing,, sont passés par le management des frères Roux.
Les deux frères sont appelés les parrains de la haute cuisine moderne au Royaume-Uni. Heston Blumenthal dit des frères Albert et Michel Roux que ce sont les Beatles de la gastronomie.

### Bourse des Frères Roux
Les frères créent la bourse des Frères Roux pour former une nouvelle génération de chefs.
La Roux Brothers Scholarship a été fondée par Albert et Michel en 1984. L’objectif est de permettre à de jeunes chefs de prendre un bon départ dans la gastronomie. Un jeune chef est sélectionné sur concours et le gagnant bénéficie d'un stage de trois mois dans n'importe quel restaurant trois étoiles Michelin du monde, tous frais payés.
Le premier gagnant en 1984 a été l'Écossais Andrew Fairlie (en), le Français René Pauvert a gagné en 1986.

### Médias
- BBC Radio Scotland[24],[25]
- BBC Hightlands and Islands[26]
- BBC Radio 4[27]
- BBC News[28]
- BBC Chef[29]

## Restaurants Chez Roux limited
Albert a créé une chaîne de restaurant Chez Roux limited dont la devise n'est pas l'acquisition d'étoiles Michelin mais : « Je désire recréer le genre de restaurant dont je me souviens dans ma ville natale, offrant une bonne et honnête cuisine du terroir. Le genre d'endroit où vous pouvez aller manger sans demander la permission à votre banquier ».
- Hôtel Greywalls à Muirfield Gullane[32]
- Roux at the Landau[33]
- Hôtel Langham Roux à Parliament Square[34]
- Chez Roux Rocpool Reserve Hôtel[35]
- Chez Roux au Inver Lodge Hôtel[36]
- Chez Roux at The Atholl à Édimbourg[37]
- Chez Roux au Alladale Wilderness Reserve[38]

## Distinctions
- 1968 : Élu Maître Cuisinier de France par ses pairs[39]
- Membre fondateur de la Royal Academy of Culinary Arts[40]
- 1986 : Docteur honoraire, Council for National Academic Awards, Bournemouth University
- 1987 : Officier du Mérite Agricole
- 1994 : Professeur honoraire Hospitality Management, Bournemouth University
- 1995 : Lauréat du Catey Lifetime Achievement Award avec son frère Michel[41]
- 1999 : Waterford Wedgwood Hospitality Award[42]
- 2002 : Membre de l’Ordre de l’Empire britannique
- 2005 : Chevalier de la Légion d'Honneur
- 2006 : Lifetime Achievement Award Pellegrino Top 50 meilleurs restaurants mondiaux[43]
- 2007-8 : AA Hospitality, AA Lifetime Achievement Award[44]
- 2008 : Lauréat de Silver Catey Award avec son frère Michel[45]

## Publications
- (en) Albert Roux, The Roux Brothers New Classic Cuisine, Book Club Associates, 1987 (ASIN B00MZ4O6PY)
- Michel Roux et Albert Roux, La pâtisserie des frères Roux, Solar, 1988, 254 p. (ISBN 978-2263011498)
- (en) Albert Roux, Roux Brothers Cooking for Two, Sidgwich Jackson Ltd (1709), 1991, 256 p. (ASIN B011W9G358)
- (en) Albert Roux et Michel Roux, Roux Brothers On Patisserie, 1993 (ASIN B00DO90XDS)
- Albert roux et Michel Roux Sr, La bonne cuisine des frères Roux, Solar, 1994, 124 p. (ISBN 978-2263021794)
- (en) Albert Roux, Glamour cakes, Octopus Books, 2006, 160 p. (ASIN B011W9VE70)